# クック郡 (ジョージア州)
クック郡（Cook County）は、アメリカ合衆国ジョージア州にある郡である。人口は1万7212人（2010年）。郡庁所在地はアデルである。

## 地理
アメリカ合衆国統計局によると、この郡は総面積604 km2 (233 mi2) である。このうち593 km2 (229 mi2) が陸地で11 km2 (4 mi2) が水地域である。総面積の1.80%が水地域となっている。

## 人口動勢
2000年現在の国勢調査で、この郡は人口15,771人、5,882世帯、及び4,282家族が暮らしている。人口密度は27/km2 (69/mi2) である。11/km2 (29/mi2) の平均的な密度に6,558軒の住宅が建っている。この郡の人種的な構成は白人67.93%、アフリカン・アメリカン29.09%、先住民0.22%、アジア0.42%、太平洋諸島系0.03%、その他の人種1.53%、及び混血0.78%である。ここの人口の3.08%はヒスパニックまたはラテン系である。
この郡内の住民は28.20%が18歳未満の未成年、18歳以上24歳以下が9.10%、25歳以上44歳以下が27.90%、45歳以上64歳以下が21.80%、及び65歳以上が13.00%にわたっている。中央値年齢は34歳である。女性100人ごとに対して男性は92.10人である。18歳以上の女性100人ごとに対して男性は89.50人である。
この郡内の世帯ごとの平均的な収入は27,582米ドルであり、家族ごとの平均的な収入は31,820米ドルである。男性は26,262米ドルに対して女性は19,703米ドルの平均的な収入がある。この郡の一人当たりの収入 (per capita income) は13,465米ドルである。人口の20.70%及び家族の16.50%は貧困線以下である。全人口のうち18歳未満の27.90%及び65歳以上の24.40%は貧困線以下の生活を送っている。

## 都市及び町
- Adel
- Cecil
- Lenox
- Sparks

1. ↑   Find a County, National Association of Counties 2011年6月7日閲覧。
2. ↑   American FactFinder, United States Census Bureau 2008年1月31日閲覧。